# Phanaeus daphnis
Phanaeus daphnis es una especie de escarabajo del género Phanaeus, familia Scarabaeidae. Fue descrita científicamente por Harold en 1863.
Se distribuye por México, en el estado de Morelos. Mide aproximadamente 11-17 milímetros de longitud.